# Peter Foldes
Peter Foldes (Budapest, 22 de agosto de 1924 –  París, 29 de marzo de 1977) fue un director de cine y animador británico de procedencia húngara.

## Biografía
Peter Foldes, nacido en Budapest, fue uno de varios artistas húngaros (otro fue el compositor de la película Mátyás Seiber) que terminó trabajando con su compatriota John Halas en las películas animadas de este último después de mudarse a Gran Bretaña en 1946. Después de abandonar Halas, Foldes hizo una serie de películas animadas en colaboración con su esposa británica Joan (n. 1924), comenzando con el alegórico Animated Genesis (1952), On Closer Inspection (1953) y A Short Vision (1956).
"A Short Vision" se convirtió en una de las películas animadas británicas más influyentes que se haya hecho, cuando se proyectó en la televisión estadounidense como parte del popular "The Ed Sullivan Show". Aunque se aconsejó a los niños que abandonaran la sala mientras jugaba, todavía causó indignación y alarma con su representación gráfica de los horrores de la guerra nuclear. En la película, las criaturas salvajes huyen aterrorizadas cuando un extraño misil vuela por encima. Al pasar sobre la ciudad dormida, los líderes y sabios del mundo miran hacia arriba. El misil explota, destruyendo humanos, criaturas salvajes y la Tierra misma. Capturó el estado de ánimo de los tiempos, ya que a mediados de la década de 1950 fue el apogeo de la Guerra Fría y la paranoia nuclear.
Más tarde, Foldes se mudó a París, donde se convirtió en uno de los primeros pioneros en la animación por computadora. Foldes fue uno de los primeros animadores en utilizar el método Tweening. En la década de 1960, trabajó para el Servicio de Investigación de la ORTF. Es uno de los pioneros de la animación por computadora con su película Hunger , que recibió el Premio del Jurado en la categoría de "cortometraje" en Festival Internacional de Cine de Cannes de 1975 también como nominación al Premio de la Academia.

## Filmografía
- 1952 : Animated genesis, corto animado
- 1956 : A Short Vision, corto animado[1][3]
- 1964 : Un Appétit d'oiseau, corto animado
- 1965 : Dim Dam Dom, Serie de TV
- 1968 : La Belle cérébrale, corto animado
- 1969 : Je, tu, elles...
- 1971 : Metadata, corto animado
- 1971 : Narcissus, corto animado
- 1974 : Hunger, corto animado
- 1977 : Rêve, corto animado
- 1977 : Visage, corto animado

## Pinturas
- « Histo - Art N°1 », 1962, oil on canvas, 161 x 129 cm[4]

## Premios y distinciones
Premios Óscar
| Año  | Categoría                  | Película | Resultado |
| ---- | -------------------------- | -------- | --------- |
| 1975 | Mejor cortometraje animado | Hunger   | Nominado  |

Festival Internacional de Cine de Cannes
| Año  | Categoría                          | Película | Resultado |
| ---- | ---------------------------------- | -------- | --------- |
| 1974 | Palma de Oro al mejor cortometraje | Hunger   | Ganador   |